# Manduca mossi
Manduca mossi är en fjärilsart som beskrevs av Jordan 1911. Manduca mossi ingår i släktet Manduca och familjen svärmare. Inga underarter finns listade i Catalogue of Life.